# Hasna del Marocco
Hasna del Marocco (in arabo حسناء أميرة المغرب‎?; Rabat, 19 novembre 1967) è una principessa e ambientalista marocchina.

## Biografia

### Istruzione e matrimonio
Lalla Hasna è nata nel 1967 come quartogenita di Hasan II e di Latifa Amahzoune.
Frequentò il Collège royal di Rabat. Il 13 dicembre del 1991 a Fès si tenne il suo nikah con il cardiologo Khalid Benharbit (1959). Si sposarono nel palazzo reale della stessa città l'8 settembre 1994.

### Attività

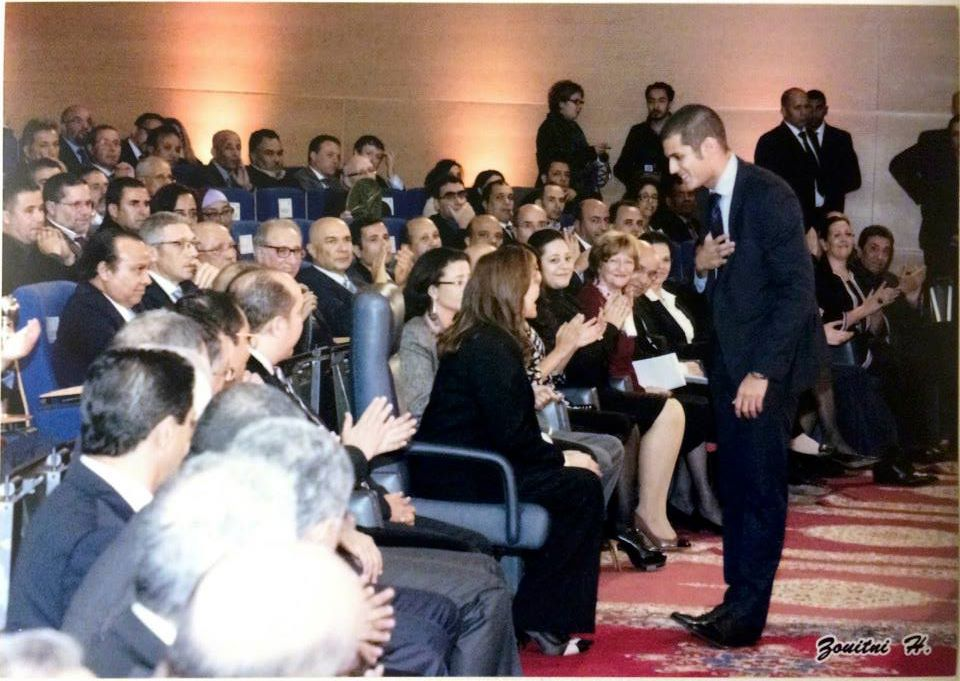
Il nuotatore Hassan Baraka saluta Hasna durante la consegna dei Trophées Lalla Hasnaa Littoral Durable nel 2014

Nel 1999 avviò a livello nazionale una campagna per la conservazione dell'ambiente e conferì il premio per la spiaggia marocchina più bella e pulita.
A sostegno delle sue attività in questo ambito venne istituita nel 2001 la Fondazione Muhammad VI per la Protezione Ambientale (FM6E), da lei presieduta. È a capo del CdA della fondazione, che ogni due anni assegna i Trophées Lalla Hasnaa Littoral Durable alle amministrazioni, associazioni, aziende, individui o università impegnati nella tutela e valorizzazione delle coste del Marocco.
Istituì un premio per i giovani giornalisti ambientali nel 2002 e un premio fotografico nel 2003 che viene assegnato ogni anno durante la giornata mondiale dell'ambiente.
Il suo impegno nella protezione delle zone costiere le è valso il titolo di Ambasciatore della Costa nel 2007 dal Piano d'Azione per il Mediterraneo del Programma dell'ONU per l'Ambiente. Nel 2018 ricevette la nomina di Ambasciatrice di buona volontà della Commissione per il clima e il Fondo blu del bacino del Congo (CCFBBC).
È diventata patrona del Decennio delle Scienze del mare per lo sviluppo sostenibile (2021-2030) fissato dall'ONU e nel 2023 incontrò a Monaco il principe Alberto II, firmando un memorandum d'intesa tra la FM6E e la Fondazione Principe Alberto II; Hasna si recò inoltre in visita presso il Museo oceanografico del Principato.

### Controversie

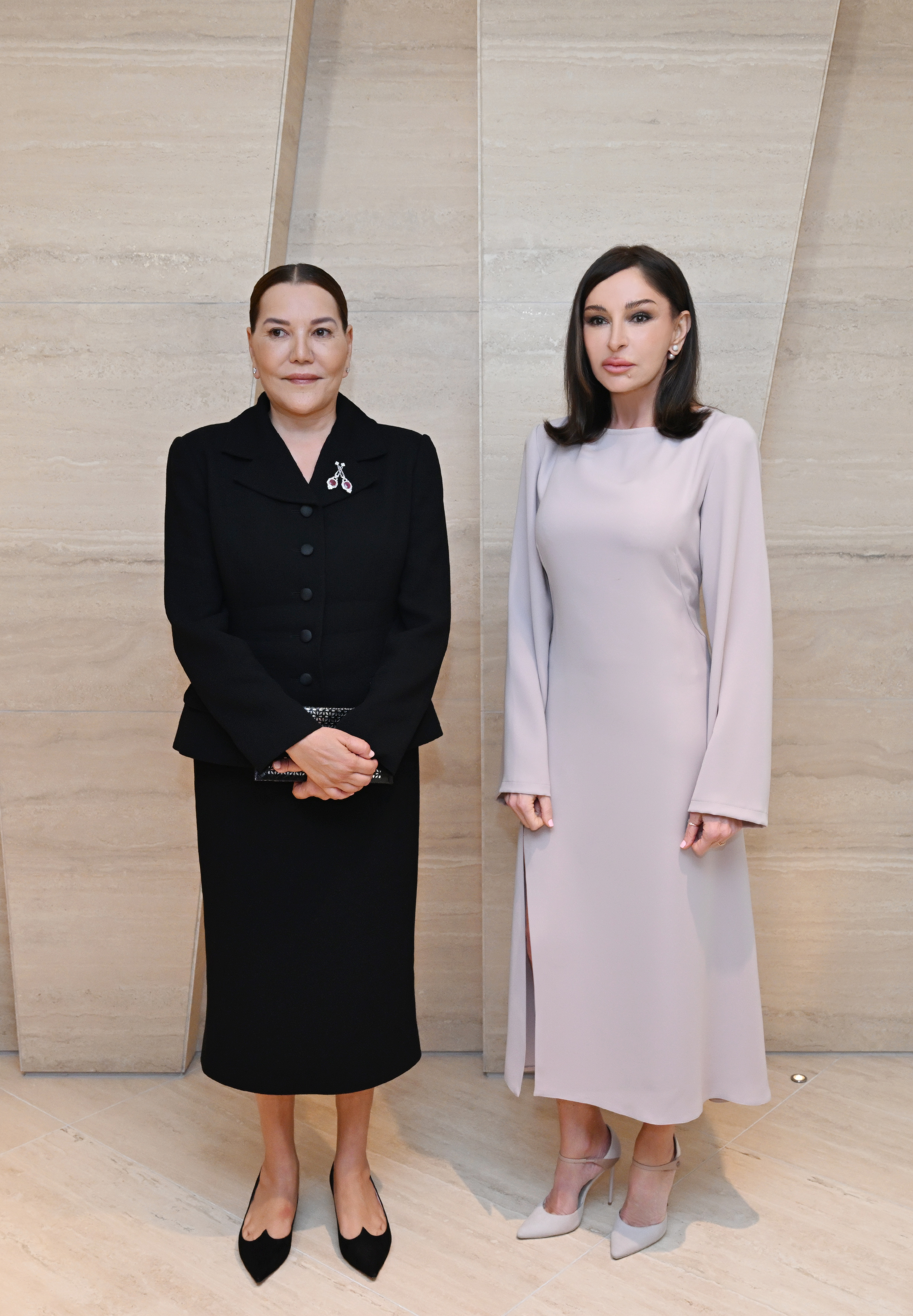
La principessa Hasna con la vicepresidente azera Mehriban Əliyeva nel 2025

Secondo il CIGI, la principessa possiede la Oumaila Ltd., una società di comodo creata nel 2002 nelle Isole Vergini Britanniche, che ha acquistato una casa di lusso vicino a Kensington Palace utilizzando fondi della famiglia reale marocchina.
In base a quanto dichiarato dal CIGI, la principessa non ha fornito alcune risposte alle domande inviate dal giornale investigativo marocchino Le Desk.

## Patrocini
- Presidente onoraria della National League of Female Civil and Semi-Civil Servants;[1]
- Presidente onoraria della Moroccan Association for the Aid of Sick Children;[1]
- Presidente onoraria della Moroccan SOS Children's Village;[1]
- Presidente onoraria dell'Al-Ihsane Association;[1]
- Presidente onoraria della Moroccan Anti Myopathy Association;[1]
- Presidente della Moroccan Archaeology and Patrimony Association;[1]
- Presidente della Fondation pour la Sauvegarde du Patrimoine Culturel de Rabat;[11]
- Presidente onoraria dell'Hassanate Association for Human Development.[1]

## Discendenza
Hasna del Marocco e Khalid Benharbit hanno due figlie:
- Lalla Oumaima Benharbit (15 dicembre 1995);
- Lalla Oulaya Benharbit (20 ottobre 1997).

## Titoli e trattamento
- 19 novembre 1967 - attuale: Sua Altezza Reale, la principessa Lalla Hasna del Marocco

## Ascendenza
|                                    |                        |                              | Genitori            |  |  | Nonni |  |  | Bisnonni           |  |  | Trisnonni           |  |
|                                    |                        |                              |                     |  |  |       |  |  | Yusuf ben al-Hasan |  |  | Hasan I del Marocco |  |
|                                    |                        |                              |                     |  |  |       |  |  | Yusuf ben al-Hasan |  |  | Hasan I del Marocco |  |
|                                    |                        | Ruqiya al-Amrani             |                     |  |  |       |  |  | Yusuf ben al-Hasan |  |  |                     |  |
| Muhammad V del Marocco             |                        |                              |                     |  |  |       |  |  | Yusuf ben al-Hasan |  |  |                     |  |
|                                    |                        | Yaqut                        | ...                 |  |  |       |  |  |                    |  |  |                     |  |
|                                    |                        | Yaqut                        | ...                 |  |  |       |  |  |                    |  |  |                     |  |
|                                    |                        | Yaqut                        | ...                 |  |  |       |  |  |                    |  |  |                     |  |
| Hasan II del Marocco               |                        | Yaqut                        |                     |  |  |       |  |  |                    |  |  |                     |  |
|                                    |                        | Mohammed al-Tahar bin Hassan | Hasan I del Marocco |  |  |       |  |  |                    |  |  |                     |  |
|                                    |                        | Mohammed al-Tahar bin Hassan | Hasan I del Marocco |  |  |       |  |  |                    |  |  |                     |  |
|                                    |                        | Mohammed al-Tahar bin Hassan |                     |  |  |       |  |  |                    |  |  |                     |  |
| Abla bint Tahar                    |                        | Mohammed al-Tahar bin Hassan |                     |  |  |       |  |  |                    |  |  |                     |  |
|                                    |                        | ...                          | ...                 |  |  |       |  |  |                    |  |  |                     |  |
|                                    |                        | ...                          | ...                 |  |  |       |  |  |                    |  |  |                     |  |
|                                    |                        | ...                          | ...                 |  |  |       |  |  |                    |  |  |                     |  |
| Hasna del Marocco                  |                        | ...                          |                     |  |  |       |  |  |                    |  |  |                     |  |
|                                    | Mouha ou Hammou Zayani | Mouha ou Aqqa                |                     |  |  |       |  |  |                    |  |  |                     |  |
|                                    | Mouha ou Hammou Zayani | Mouha ou Aqqa                |                     |  |  |       |  |  |                    |  |  |                     |  |
|                                    | Mouha ou Hammou Zayani | ...                          |                     |  |  |       |  |  |                    |  |  |                     |  |
| Hassan ould Mouha ou Hammou Zayani | Mouha ou Hammou Zayani |                              |                     |  |  |       |  |  |                    |  |  |                     |  |
|                                    |                        | Hennou                       | ...                 |  |  |       |  |  |                    |  |  |                     |  |
|                                    |                        | Hennou                       | ...                 |  |  |       |  |  |                    |  |  |                     |  |
|                                    |                        | Hennou                       | ...                 |  |  |       |  |  |                    |  |  |                     |  |
| Latifa Amahzoune                   |                        | Hennou                       |                     |  |  |       |  |  |                    |  |  |                     |  |
|                                    |                        | ...                          | ...                 |  |  |       |  |  |                    |  |  |                     |  |
|                                    |                        | ...                          | ...                 |  |  |       |  |  |                    |  |  |                     |  |
|                                    |                        | ...                          | ...                 |  |  |       |  |  |                    |  |  |                     |  |
| ...                                |                        | ...                          |                     |  |  |       |  |  |                    |  |  |                     |  |
|                                    |                        | ...                          | ...                 |  |  |       |  |  |                    |  |  |                     |  |
|                                    |                        | ...                          | ...                 |  |  |       |  |  |                    |  |  |                     |  |
|                                    |                        | ...                          | ...                 |  |  |       |  |  |                    |  |  |                     |  |
|                                    |                        | ...                          |                     |  |  |       |  |  |                    |  |  |                     |  |

## Onorificenze

### Altri riconoscimenti
- Goi Peace International Award (Tokyo, 23 novembre 2018)[14]